# Безбородов Владислав Юрійович
Безбородов Владислав Юрійович (рос. Владислав Юрьевич Безбородов, нар. 15 січня 1973, Ленінград, СРСР) — російський футбольний арбітр, колишній футболіст. Арбітр ФІФА з 2009 року.

## Кар'єра футболіста
Як футболіст, Владислав Безбородов розпочав футбольну кар'єру ще у чемпіонаті СРСР у першій лізі, зігравши 5 матчів за петербурзький «Зеніт». Після цього Безбородов перервав свою футбольну кар'єру, та шість років навчався у США, де отримав звання бакалавра спортивного менеджменту та бізнес-адміністрування. Після повернення до Росії відновив футбольну кар'єру, і один сезон виступав за петербурзьке «Динамо». Далі три роки Владислав Безбородов виступав у Латвії за футбольний клуб «Вентспілс». Саме у цій команді російський форвард зумів проявити свої бомбардирські здібності, відзначившись 27 разів у 48 проведених матчах найвищого дивізіону, а в одному із кубкових матчів проти футбольного клубу «Цесіс» відзначився сімома забитими м'ячами. Після виступів у Латвії Владислав Безбородов переїхав до Білорусі, де ще два роки виступав за «Динамо» Мінськ, солігорський «Шахтар» та «Торпедо» (Мінськ), після чого завершив кар'єру футболіста.

## Суддівська кар'єра
Як суддя Владислав Безбородов розпочав кар'єру в 2001 році. Матчі вищого дивізіону Росії судить з 2007, суддя ФІФА з 2009. За час суддівської кар'ри провів 120 матчів у найвищому дивізіоні Росії.
З 2010 судить матчі Ліги чемпіонів УЄФА та Ліги Європи УЄФА.
З 2012 судив матчі кваліфікаційних відборів до чемпіонату світу 2014, а також чемпіонату Європи 2016.

## Сім'я
Його батько, Юрій Безбородов, також колишній футболіст, в подальшому арбітр регіональної категорії та інспектор Російського футбольного союзу. Юрій Безбородов працював також на посаді голови Контрольно-дисциплінарного комітету Федерації футболу Санкт-Петербургу. Мати Владислава Безбородова померла, коли йому сповнилось 16 років. Сестра Владислава Безбородова, Марина, була дружиною футбольного воротаря В'ячеслава Малафєєва, та загинула в автомобільній катастрофі 17 березня 2011 року.

## Матчі національних збірних
| Дата            | Збірні                       | Рахунок | Турнір               | ЖК | YK · YK · RK | RK |
| --------------- | ---------------------------- | ------- | -------------------- | -- | ------------ | -- |
| 3 березня 2010  | Казахстан — Молдова          | 0 — 1   | Товариський матч     | 3  | 1            | 0  |
| 26 травня 2010  | Франція — Коста-Рика         | 2 — 1   | Товариський матч     | 1  | 0            | 0  |
| 7 вересня 2010  | Болгарія — Чорногорія        | 0 — 1   | Кваліфікація ЧЄ 2012 | 5  | 0            | 0  |
| 25 березня 2011 | Австрія — Бельгія            | 0 — 2   | Кваліфікація ЧЄ 2012 | 1  | 0            | 0  |
| 10 серпня 2011  | Латвія — Фінляндія           | 0 — 2   | Товариський матч     | 3  | 0            | 0  |
| 30 травня 2012  | Нідерланди — Словаччина      | 2 — 0   | Товариський матч     | 2  | 0            | 0  |
| 16 жовтня 2012  | Чехія — Болгарія             | 0 — 0   | Кваліфікація ЧС 2014 | 5  | 0            | 0  |
| 2 червня 2013   | Україна — Камерун            | 0 — 0   | Товариський матч     | 3  | 0            | 0  |
| 9 вересня 2014  | Хорватія — Мальта            | 2 — 0   | Кваліфікація ЧЄ 2016 | 2  | 0            | 1  |
| 10 жовтня 2014  | Уельс — Боснія і Герцеговина | 0 — 0   | Кваліфікація ЧЄ 2016 | 7  | 0            | 0  |
| 6 вересня 2015  | Кіпр — Бельгія               | 0 — 1   | Кваліфікація ЧЄ 2016 | 4  | 0            | 0  |
| 8 жовтня 2016   | Вірменія — Румунія           | 0 — 5   | Кваліфікація ЧС 2018 | 1  | 0            | 1  |
| 25 березня 2017 | Швейцарія — Латвія           | 1 — 0   | Кваліфікація ЧС 2018 | 4  | 0            | 0  |
| 10 червня 2017  | Казахстан – Данія            | 1 — 3   | Кваліфікація ЧС 2018 | 2  | 0            | 1  |